# Вернер I фон Тирщайн-Хомберг
Вернер I фон Тирщайн-Хомберг (на немски: Werner I von Thierstein-Homberg;† сл. 13 април 1141 или сл. 1154) от линията Фробург-Хомберг е граф на Тирщайн в Зизгау (в кантон Золотурн), Фрик (в кантон Аргау) и Хомберг (в Лойфелфинген в кантон Базел Ландшафт в Швейцария.

## Произход
Той е незаконен син на граф Рудолф II фон Тирщайн в Зизгау († сл. 7 март 1114). Баща му се жени втори път за Ита фон Хабсбург († сл. 1125), дъщеря на граф Вернер I фон Хабсбург († 1096). Полубрат е на Рудолф III фон Тирщайн († сл. 1156), граф на Хомберг.

## Фамилия
Вернер I фон Тирщайн-Хомберг се жени за дъщеря на граф Фридрих I фон Цолерн († 1125/сл. 1139) и съпругата му Удилхилд фон Урах-Детинген († 1134). Те имат децата:
- Вернер II фон Тирщайн († сл. юли 1185), граф на Хомберг, катедрален фогт на Базел, баща на граф Вернер III фон Хомберг († сл 1223)
- Фридрих фон Тирщайн († сл. юли 1185), граф на Хомберг
- Ита фон Тирщайн († 19 август 1200), оммъжена I. за Дитхелм IV фон Тогенбург  († сл. 1176), II. сл. 1176 г. за граф Готфрид фон Марщетен († сл. 1195)